# 1-十六烯
1-十六烯是一种长链烯烃，化学式 CH2=CH(CH2)13CH3。它是十六烯众多异构体之一。作为α-烯烃，1-十六烯是一种无色液体。

在掘进和钻孔中，1-十六烯可用作钻井液润滑液中的表面活性剂。
不过，1-十六烯的高反应性意味着暴露在空气中可能会导致其表层氧化，形成杂质。因此，1-十六烯是在干燥、惰性的气氛中处理的。